# امرأة من نار (فلم 1950)
امرأة من نار  هو فيلمٌ مصريٌ أُنتج عام 1950.

## قصة الفيلم
سيدة أجنبية متزوجة لكنها لعوب. يُطاردها رئيسها في العمل. تفق مع زوجها على قتله، فيقوم الزوج بطعنه، فيخرج الرئيس متحاملاً على نفسه، لكنه يموت تحت عجلات الترام.
تخرج السيدة بعد ذلك مع صديق جديد، لكن الزوج يفاجئهما في البار.

## مصدر
صفحة الفيلم على قاعدة بيانات الأفلام العربية.

## وصلات خارجية
- مقالات تستعمل روابط فنية بلا صلة مع ويكي بيانات
- امرأة من نار على الدهليز